# Elecció papal de 1285
L'elecció papal de 1285, celebrada a Viterbo després de la mort del Papa Martí IV, elegí el cardenal Giacomo Savelli, que va prendre el nom d'Honori IV. Amb motiu de la suspensió de la constitució Ubi periculum per part d'Adrià V el 1276, tècnicament aquesta elecció no fou un conclave. De fet, per primera vegada des de la tediosa elecció de 1269-71 les reunions no van ser dominades ni pels Hohenstaufen ni per Carles I de Nàpols, que havia mort el 7 de gener de 1285. Podria ser que els cardenals haguessin procedit amb tanta rapidesa per por a la intervenció de Nàpols.

## Participants
El Papa Martí IV, que vivia a Perusa i mai havia visitat la ciutat de Roma, va patir febre el Diumenge de Pasqua, 25 de març, i va morir el 28 de març de 1285. En aquest moment hi havia 18 cardenals vius al Col·legi Cardenalici, dels quals tres eren legats a l'estranger i no van rebre la notificació a temps. Quinze van ser els participants en l'elecció.
| Elector                          | Origen     | Títol                                                                          | Elevat           | Elevador         | Notes                                                                             |
| -------------------------------- | ---------- | ------------------------------------------------------------------------------ | ---------------- | ---------------- | --------------------------------------------------------------------------------- |
| Ordonho Alvares                  | Portugal   | Bisbe de Frascati                                                              | 12 març 1278     | Papa Nicolau III | Degà del Col·legi Cardenalici                                                     |
| Bentivenga da Bentivengi, O.F.M. | Itàlia     | Bisbe d'Albano                                                                 | 12 març 1278     | Papa Nicolau III | Penitenciari major                                                                |
| Latino Malabranca Orsini, O.P.   | Itàlia     | Bisbe d'Ostia i Velletri                                                       | 12 març 1278     | Papa Nicolau III | Inquisidor General                                                                |
| Girolamo Masci, O.F.M.           | Itàlia     | Bisbe de Palestrina                                                            | 12 març 1278     | Papa Nicolau III |                                                                                   |
| Anchero Pantaleone               | França     | Prevere de S. Prassede                                                         | 22 maig 1262     | Papa Urbà IV     | Protoprevere del Col·legi Cardenalici                                             |
| Hugh of Evesham                  | Anglaterra | Prevere de S. Lorenzo in Lucina                                                | 12 abril 1281    | Papa Martí IV    |                                                                                   |
| Gervais Jeancolet de Clinchamp   | França     | Prevere de SS. Silvestro e Martino ai Monti                                    | 12 abril 1281    | Papa Martí IV    |                                                                                   |
| Cosmo Glusano de Casate          | Itàlia     | Prevere de SS. Marcellino e Pietro                                             | 12 abril 1281    | Papa Martí IV    |                                                                                   |
| Geoffroy de Bar                  | França     | Prevere de S. Susanna                                                          | 12 abril 1281    | Papa Martí IV    |                                                                                   |
| Giacomo Savelli                  | Itàlia     | Diaca de S. Maria in Cosmedin                                                  | 17 desembre 1261 | Papa Urbà IV     | Protodiaca del Col·legi Cardenalici. Elegit com Papa Honori IV.                   |
| Goffredo da Alatri               | Itàlia     | Diaca de S. Giorgio in Velabro                                                 | 17 desembre 1261 | Papa Urbà IV     |                                                                                   |
| Matteo Rosso Orsini              | Itàlia     | Diaca de S. Maria in Portico Octaviae                                          | 22 maig 1262     | Papa Urbà IV     | Arxipreste de la Basílica Vaticana; Cardenal-protector de l'orde dels Franciscans |
| Giordano Orsini                  | Itàlia     | Diaca de S. Eustachio                                                          | 12 març 1278     | Papa Nicolau III |                                                                                   |
| Giacomo Colonna                  | Itàlia     | Diaca de S. Maria in Via Lata; comendatari de S. Marcello i S. Maria in Aquiro | 12 març 1278     | Papa Nicolau III | Arxipreste de la Basílica de Santa Maria Major                                    |
| Benedetto Caetani                | Itàlia     | Diaca de S. Nicola in Carcere Tulliano                                         | 12 abril 1281    | Papa Martí IV    |                                                                                   |

### Absents
| Elector            | Origen | Títol                         | Elevat        | Elevador         | Notes                              |
| ------------------ | ------ | ----------------------------- | ------------- | ---------------- | ---------------------------------- |
| Gerardo Bianchi    | Itàlia | Bisbe de Sabina               | 12 març 1278  | Papa Nicolau III | Legat papal al Regne de Sicília    |
| Bernard Languissel | França | Bisbe de Porto i Santa Rufina | 12 abril 1281 | Papa Martí IV    | Legat papal a Llombardia i Toscana |
| Jean Cholet        | França | Prevere de S. Cecilia         | 12 abril 1281 | Papa Martí IV    | Legat papal a France               |

## Elecció
Quinze cardenals es van reunir a la residència episcopal de Perusa el dia 1 d'abril, tres dies després de la mort de Martí IV. Això es va fer seguint una costum antiga més que no pas la constitució "Ubi Periculum" (1274) del Papa Gregori X. En el primer escrutini de l'endemà, unànimament van elegir el cardenal Giacomo Savelli. Malgrat els seus 75 anys, Savelli va acceptar la seva elecció i va prendre el nom d'Honori IV. La seva elecció i acceptació van ser sorprenents tenint en compte que patia una greu artritis. Només es podia moure amb crosses, i havia de tenir una cadira especial dissenyada per ell per tal de poder estar assegut a l'altar durant la missa, i tenir el seu braç elevat per aguantar el calze en el moment de la consagració. Va deixar Perusa per Roma en algun moment després del 25 d'abril de 1285, on la seva elecció fou benvinguda perquè ell era un líder aristòcrata de la ciutat eterna. El seu pare havia estat senador de Roma el 1266. Es va instal·lar a la finca de la família a l'Aventine Hill, al costat de l'Església de Santa Sabina. El seu predecessor Martí IV (Simon de Brion) era francès, i ell no va poder visitar roma durant el seu pontificat per l'enemistat amb els romans de la corda dels Guibelians. El 19 de maig el nou papa va ser ordenat prevere a la Basílica Vaticana. L'endemà, va ser consagrat bisbe pel cardenal-bisbe d'Ostia Latino Malabranca Orsini i coronat pel cardenal Goffredo da Alatri, que va esdevenir nou protodiaca del Col·legi Cardenalici.